# Hr.Ms. Overijssel (1957)
De Hr.Ms. Overijssel (D 815) was een Nederlandse onderzeebootjager, een van de acht in de B-klasse van de Frieslandklasse; deze zijn iets groter en sneller dan de A-klasse. Het is ten minste het tiende schip bij de Koninklijke Marine dat vernoemd is naar de Nederlandse provincie Overijssel.
Op 1 juli 1958 vertrok de Overijssel vanuit Den Helder naar Nederlands-Nieuw-Guinea. Via het Suezkanaal en Singapore bereikte het op 7 augustus 1958 Sorong. In november 1959 keerde het schip terug naar Den Helder.
In 1962 heeft de Overijssel nogmaals in Nederlands Nieuw-Guinea gediend. Na de ondertekening van het Akkoord van New York heeft de Overijssel diverse malen de route Sorong-Biak en terug gevaren om onder andere troepen van de landmacht af te voeren.
Op 15 november 1962 vertrok het schip als laatste marineschip van Biak naar Den Helder, via Singapore, Kochi in India, Djibouti in Frans-Somaliland en Gibraltar. De route van Biak naar Singapore mocht niet rechtstreeks gevaren worden door de Indonesische archipel, maar ging om Borneo en onder de Filipijnen door. Er werd hoge vaart gelopen en het schip werd nauwkeurig vanuit de lucht geobserveerd door Indonesische vliegtuigen. Op 20 december 1962 arriveerde de Overijssel in Den Helder met aan boord 32 mariniers, die als opstapbemanning de thuisreis meemaakten. 
Na de uitdienstname van het schip in 1982 werd het verkocht aan de Peruviaanse marine. Daar werd het schip op 15 juli 1982 in dienst genomen als Bolognesi. Na een korte periode in Peruviaanse dienst werd het schip weer uit dienst genomen.